# Nani Roma
Joan Roma Cararach (Folgarolas, Barcelona, 17 de febrero de 1972), conocido como Nani Roma, es un piloto de rallies español. Fue ganador del Rally Dakar en 2004 en motos, en tanto que en automóviles resultó primero en 2014, segundo en 2012 y 2019, tercero en 2006 y cuarto en 2013.
También ha obtenido victorias en la Baja España-Aragón, el Rally de Túnez, el Rally de los Faraones, el Abu Dhabi Desert Challenge y el Desafío Inca.

## Biografía

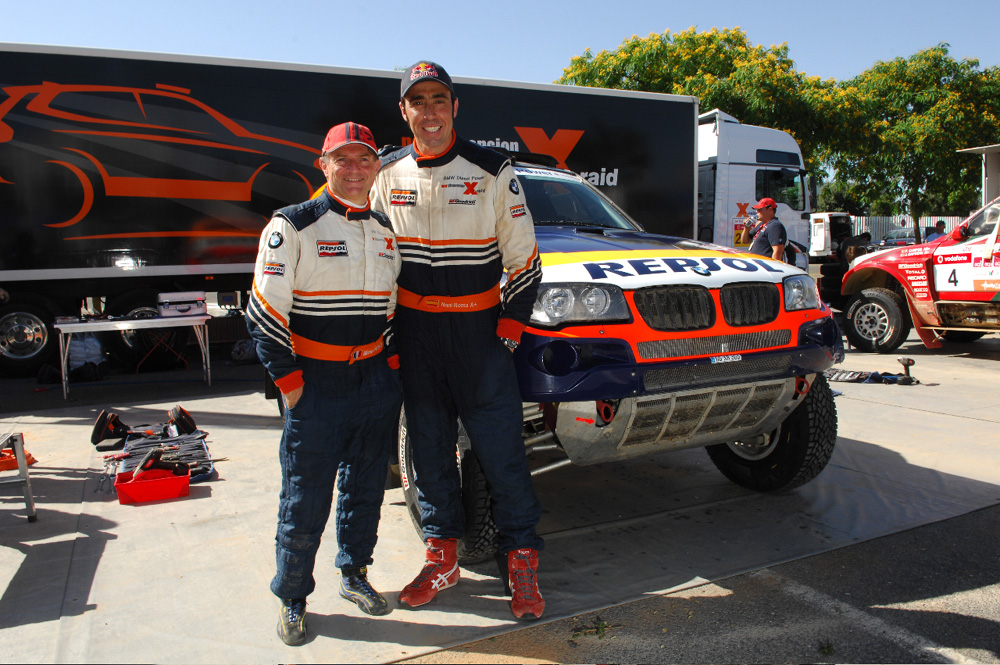
Nani Roma (a la derecha) y Michel Périn en 2009

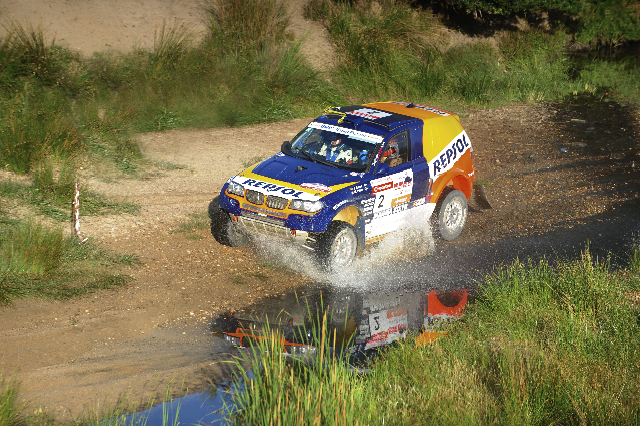
Roma en la Baja España 2009

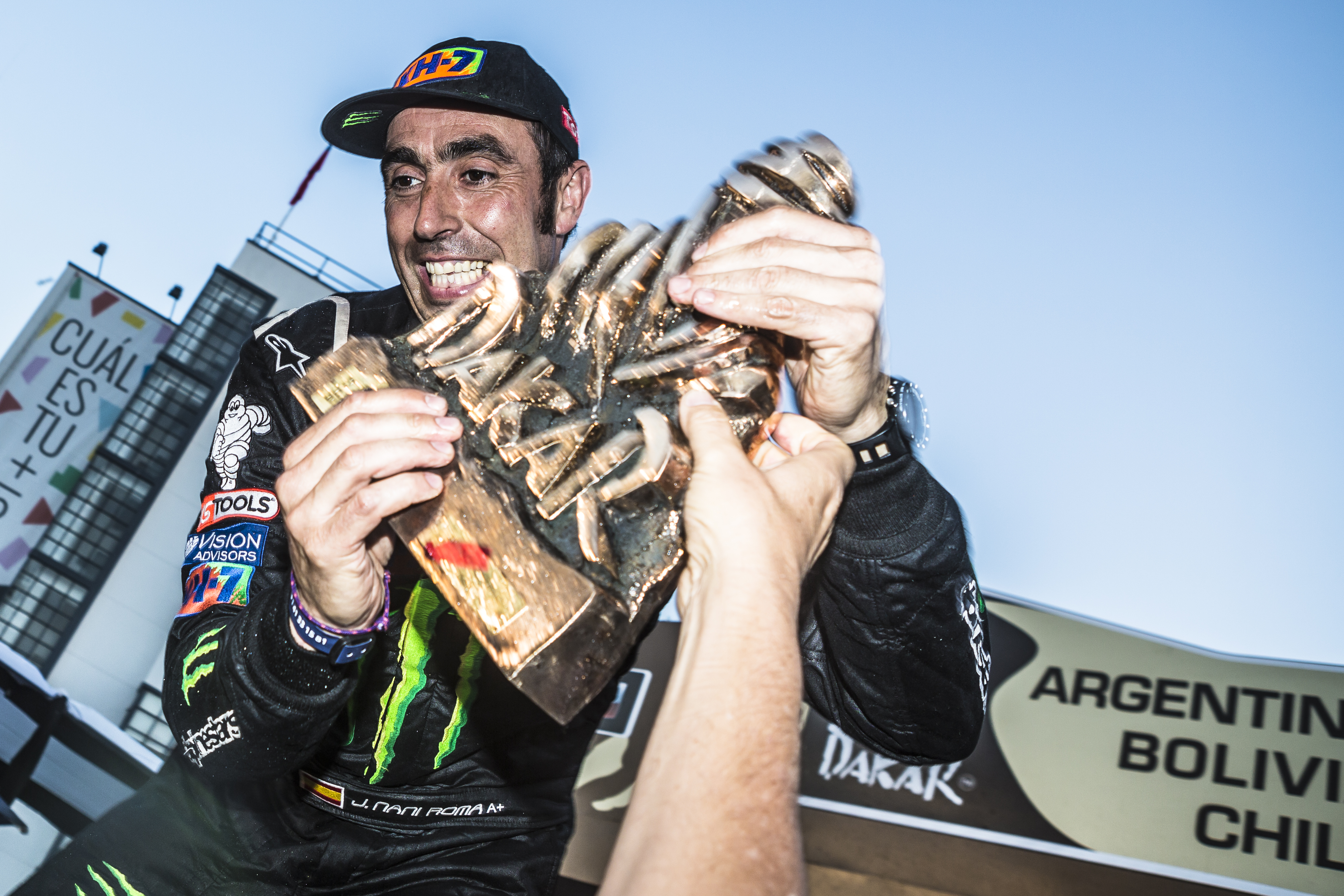
Nani Roma, campeón del Rally Dakar 2014 en coches

Ha sido el primer piloto español en ganar el Dakar, al vencer en la categoría de motos con una KTM.
Anteriormente, sólo había conseguido terminar el rally en una ocasión de las ocho en las que había participado. Ese año fue líder hasta 3 días antes del final.
En la edición de 2005 cambió de categoría, pasando a competir en coches con un Mitsubishi oficial. En 2010 pasó a la marca BMW, en 2011 a Nissan y en 2012 a MINI. En 2017 comenzó a participar con Toyota volviendo a MINI al año siguiente. En 2020 comienza un proyecto junto a la marca alemana Borgward.
Es el tercer piloto de la historia en conseguir ganar el Dakar en la categoría de motos y coches.

## Palmarés
| - 1991: - Subcampeón de España de Enduro Junior 125 cc. - 1992: - 5.º en el Cto. Europa de Enduro Senior 125 cc. - 1993: - 4.º en el Cto. de España de Enduro Senior. - Medalla de bronce en los ISDE. - 1994: - Campeón de Europa de Enduro Senior. - Medalla de oro en los ISDE. - 4.º Cto. de España Enduro Senior. - 1995: - 2.º Cto. de España de Enduro 4T. - Medalla de bronce en los ISDE. - Vencedor de la Baja Aragón - 1996: - 3.º Cto de España de Enduro 4T. - 2.º Absoluto del Cto. Mundo Enduro 4T. - 1.ª Participación Rally Dakar-Dakar (2 victorias etapa). - 1997: - Campeón de España de Enduro. - Campeón de España de Raids. - Vencedor de la Baja Aragón - 1998: - Vencedor de la Baja España. - 1999: - Medalla de oro ISDE. - 2.º Raid de Egipto. - 2.º Abu Dhabi Desert Challenge. - Vencedor Baja Aragón y Baja Italia. - 2000: - Ganador de 4 etapas en el Dakar. - Medalla de bronce en los ISDE. - 2001: - Ganador de 3 etapas en el Dakar. - Medalla de bronce en los ISDE. - 2.º Baja España. - 2002: - Ganador de 1 etapa en el Dakar. - Vencedor del Rally de Túnez (KTM 950 Rally). - 1.º Baja España. - 2003: - Ganador de 1 etapa en el Dakar. - 2.º Baja España. - 3.º Campeonato Mundial de Rally Cross-Country de la FIM. - 3.º Rally de Túnez. - 3.º Rally de Marruecos. - Vencedor Rally de los Faraones. - Vencedor Rally de Cerdeña. - 2004: - Vencedor del Dakar. - 2.º Rally de Cerdeña. - 2.º Baja Qatar. | - 2005: - 6.º Barcelona-Dakar. - 4.º Rally or las Pampas. - 4.º Raid de Marruecos. - 1.º Baja Aragón. - 2006: - 3.ª Rally Lisboa-Dakar (Mitsubishi). - 1.º Baja España-Aragón. - 2007: - 13.º Dakar. - 2.º Rally Transiberico. - 2.º Baja España-Aragón. - 2008: - 2.º Baja España-Aragón. - 2009: - 10.º Dakar. - 1.º Baja España-Aragón. - 2012: - 2.º Dakar. - 2013: - 4.º Dakar (Ganador de 3 etapas). - 1.º Baja España-Aragón. - 1.º en Desafío Ruta 40 - 2014: - Ganador del Dakar más 2 etapas - 1.º Baja España-Aragón. - 2015 - Ganador de 1 etapa en el Dakar - 1.º Baja Aragón. |

## Rally Dakar

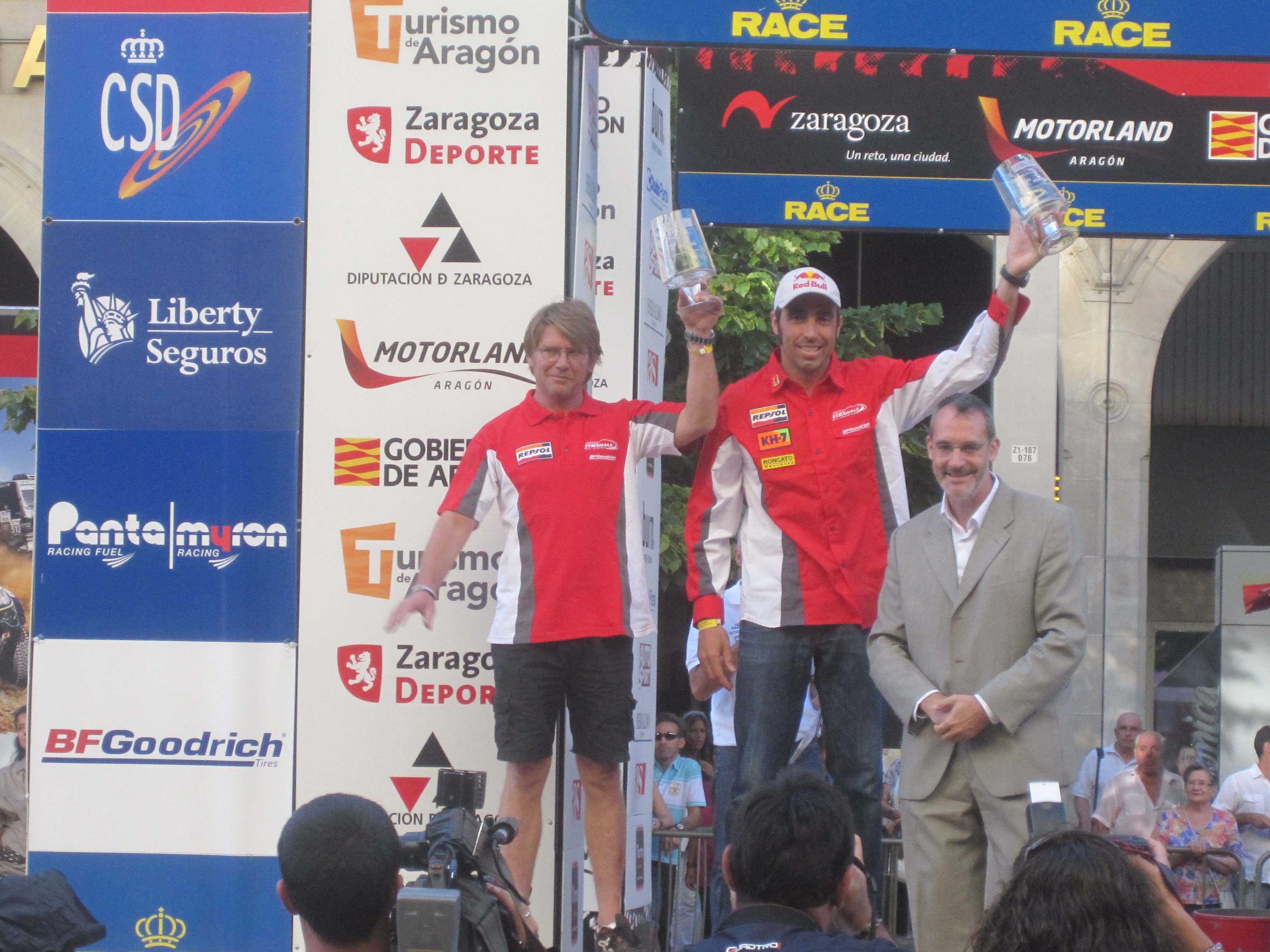
Nani Roma y su compañero en Zaragoza en 2010

A continuación se muestran todas sus participaciones en el Rally Dakar tanto en motos como en coches así como su posición en la general final y el número de etapas ganadas en cada año:
| Año     | Categoría | Vehículo            | Posición | Etapas |
| ------- | --------- | ------------------- | -------- | ------ |
| 1996    | Motos     | KTM                 | Ret.     | -      |
| 1998    | Motos     | KTM                 | Ret.     | 1      |
| 1999    | Motos     | KTM                 | Ret.     | 1      |
| 2000    | Motos     | KTM                 | 17.º     | 4      |
| 2001    | Motos     | BMW                 | Ret.     | 3      |
| 2002    | Motos     | KTM                 | Ret.     | 1      |
| 2003    | Motos     | KTM                 | Ret.     | 1      |
| 2004    | Motos     | KTM                 | 1.º      | 2      |
| 2005    | Coches    | Mitsubishi          | 6.º      | -      |
| 2006    | Coches    | Mitsubishi          | 3.º      | -      |
| 2007    | Coches    | Mitsubishi          | 13.º     | -      |
| 2009    | Coches    | Mitsubishi          | 10.º     | 1      |
| 2010    | Coches    | BMW                 | Ret.     | 1      |
| 2011    | Coches    | Nissan Navara       | Ret.     | -      |
| 2012    | Coches    | Mini All4 Racing    | 2.º      | 3      |
| 2013    | Coches    | Mini All4 Racing    | 4.º      | 4      |
| 2014    | Coches    | Mini All4 Racing    | 1.º      | 2      |
| 2015    | Coches    | Mini All4 Racing    | Ret.     | 1      |
| 2016    | Coches    | Mini All4 Racing    | 6.º      | -      |
| 2017    | Coches    | Toyota Gazoo Racing | 4.º      | -      |
| 2018    | Coches    | Mini All4 Racing    | Ret.     | -      |
| 2019    | Coches    | Mini All4 Racing    | 2.º      | -      |
| 2020    | Coches    | Borgward            | 27.º     | -      |
| 2021    | Coches    | BRX                 | 5.º      | -      |
| 2022    | Coches    | BRX                 | 52.º     | -      |
| 2024    | Coches    | Ford                | 44.º     | -      |
| 2025    | Coches    | Ford                | 42.º     | -      |
| Fuente: |           |                     |          |        |

| Predecesor: Richard Sainct Stéphane Peterhansel | Rally Dakar 2004 2014 | Sucesor: Cyril Despres Nasser Al-Attiyah |

## Condecoraciones
| Distinción                                       | Año  |
| ------------------------------------------------ | ---- |
| Medalla de Oro - Real Orden del Mérito Deportivo | 2014 |